# St. Joe State Park
Der St. Joe State Park befindet sich südlich von Park Hills im St. Francois County des US-Bundesstaates Missouri. Der mit 33,3 km² drittgrößte State Park von Missouri liegt auf einer Höhe von 304 m über dem Meer. Eine Fläche von 809 ha ist für die Offroad-Benutzung mit Geländewagen freigegeben.
Im östlichen Ozark-Plateau liegt eine Region, die als „Old Lead Belt“ („Alter Bleigürtel“) bezeichnet wird. Über einen Zeitraum von mehr als 60 Jahren waren dort die ertragreichsten Bleierz-Vorkommen der Vereinigten Staaten.
Die frühesten bergmännischen Aktivitäten zur Bleigewinnung im Südwesten von Missouri reichen bis in das Jahr 1720 zurück. Eine große Bleinachfrage im späten 19. Jahrhundert brachte in der Region große Unternehmen hervor. Ein Streckennetz von mehr als 1600 km verzweigten und miteinander verbundenen Grubenbauen und über 480 km Grubenbahnen zeugen von der 108 Jahre dauernden Erzförderung.
Die Firma St. Joseph Lead Co beherrschte die Erzproduktion, wurde das Herzstück des alten Bleigürtels und produzierte bis 1972. 1975 stiftete das Unternehmen 25 Gebäude ihres größten Erzmühlenkomplexes und das umliegende Land dem Missouri Department of Natural Resources. Aus diesen Liegenschaften entstand 1976 der St. Joe State Park und 1980 die Missouri Mines State Historic Site.
Unter einem Viertel des Parkgeländes verlaufen Grubenbaue. Sandige Ebenen wechseln sich mit waldigen Erhebungen ab. Außer dem eingegrenzten Bereich für Offroad-Fahrzeuge gibt es verschiedene Wander- und Radwege sowie im südlichen Teil mehrere Reitwege. 4 Seen und 2 Campingplätze bereichern das Angebot im Park. An den Seen gibt es Möglichkeiten zum Schwimmen, Angeln und Tauchen.